# Andrej Słabakow
Andrej Petrow Słabakow, bułg. Андрей Петров Слабаков (ur. 13 sierpnia 1960 w Sofii) – bułgarski reżyser, aktor i polityk, poseł do Parlamentu Europejskiego IX kadencji.

## Życiorys
W 1984 ukończył studia w instytucie będącym poprzednikiem Narodowej Akademii Sztuk Teatralnych i Filmowych w Sofii, specjalizując się w reżyserii kinowej i telewizyjnej. W pierwszej połowie lat 90. pracował dla włoskich stacji telewizyjnych Rai 1 i Rai 2. Występował jako aktor w produkcjach telewizyjnych i filmowych. Jako reżyser i scenarzysta współtworzył filmy dokumentalne. Wyreżyserował też filmy pełnometrażowe Wagner (1998) i Chindemit (2008). Brał udział w jednym z sezonów programu rozrywkowego Big Brother.
W wyborach w 2019 z ramienia ugrupowania WMRO – Bułgarski Ruch Narodowy, uzyskał mandat eurodeputowanego IX kadencji.
Syn aktora Petyra Słabakowa, mąż aktorki Ernestiny Szinowej.